# Nauru Airlines
Az Nauru Airlines Nauru nemzeti légitársasága, melynek bázisrepülőtere és igazgatósága is a szigetországban található.

## Célállomások
A Nauru Airline három repülőtérre működtet járatokat, melyek a következők:
- Brisbane
- Tarawa
- Honiara

## Flotta
A Nauru Airline flottáját egyetlen Boeing 737 típusú repülőgép alkotja, melynek megvásárlását Tajvan támogatta. A repülőgép 2006 októberében állt szolgálatba.

## Bázisrepülőtér
A légitársaság a Naurui nemzetközi repülőtéren települ.